# Pháo mặt trời

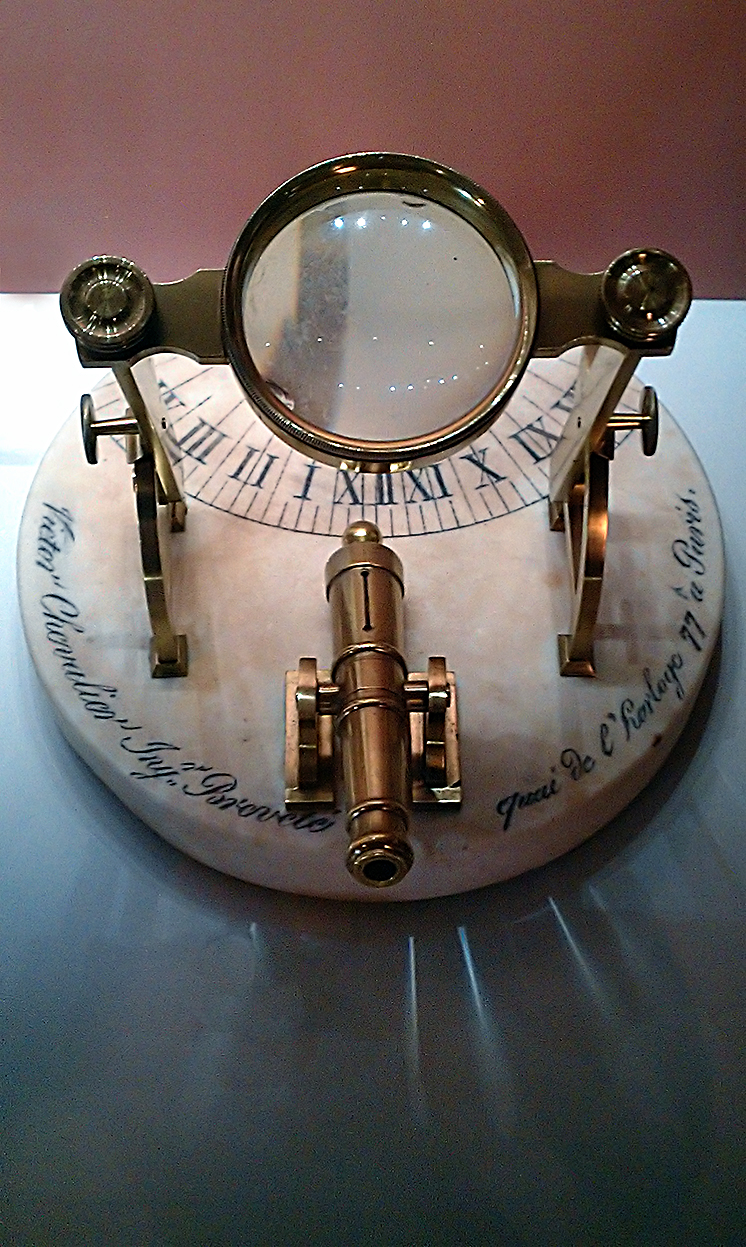
Một khẩu pháo nhỏ bằng đồng gắn trên bệ đồng hồ mặt trời được Victor Chevalier của Paris sản xuất, khoảng năm 1800

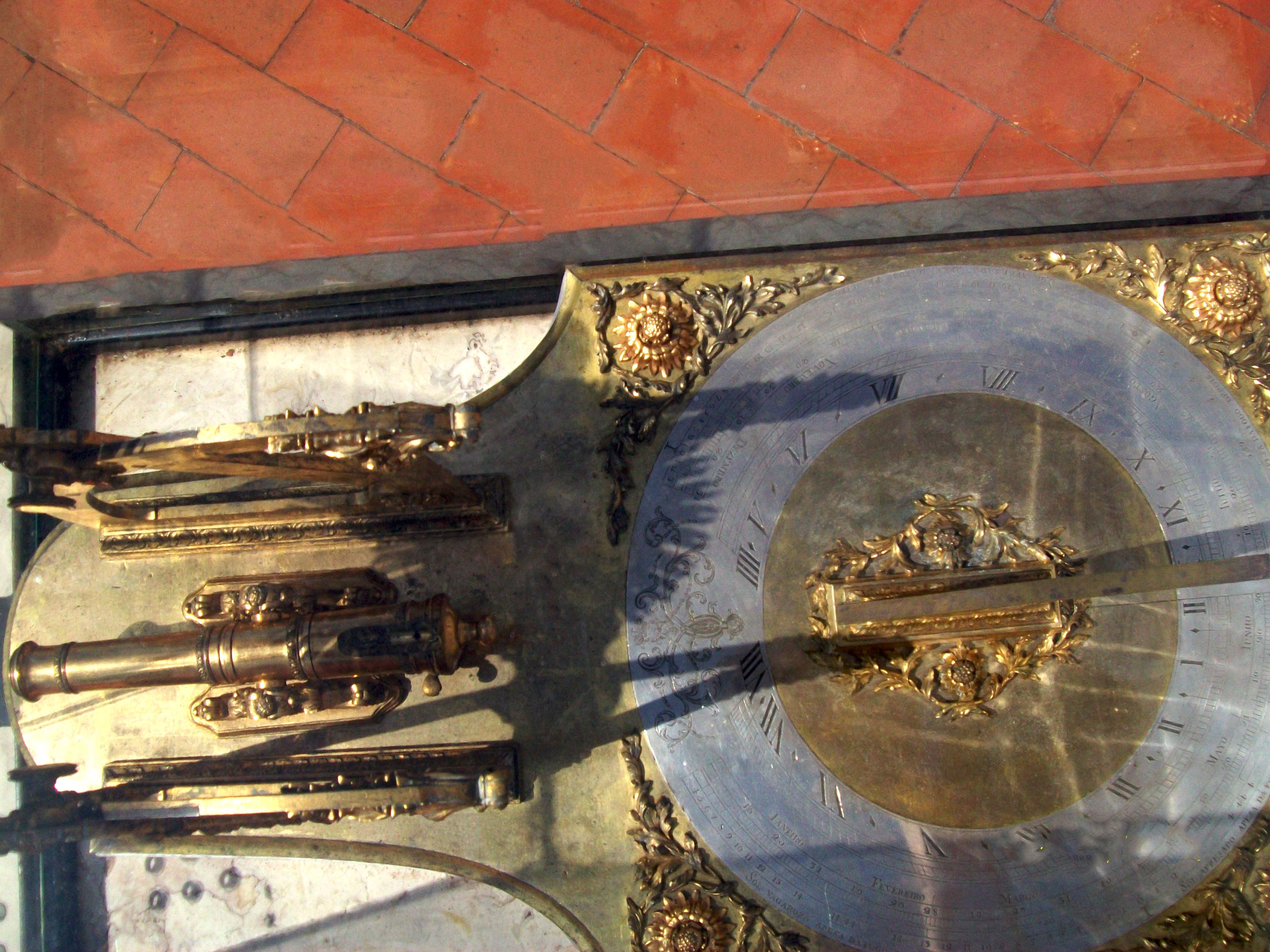
Một khẩu pháo mặt trời kết hợp với đồng hồ mặt trời

Pháo mặt trời, tiếng Anh: sundial cannon/sundial gun/noonday gun, là một thiết bị bao gồm một đồng hồ mặt trời kết hợp với một khẩu pháo với một ngòi nổ được chiếu sáng bởi một ống kính nhô ra, ống kính này hội tụ tia sáng của mặt trời, và làm cho pháo bắn vào giữa buổi trưa, khi định hướng đúng theo trục Bắc-Nam. Pháo có kích thước từ lớn đến nhỏ tùy thuộc vào vị trí sử dụng của pháo. Phiên bản hộ gia đình được sử dụng trong các tư gia để báo hiệu thời gian cho bữa ăn trưa. Các phiên bản lớn được dùng trong các công viên của châu Âu để báo giờ trưa.
Các khẩu pháo dạng này được các triều đình châu Âu sử dụng trong thế kỷ 18. Một trong số chúng được trưng bày tại Viện bảo tàng hải dương học quốc gia ở Greenwich. Công ty đồng hồ Hamilton có một khẩu pháo mặt trời do  Rousseau thành Paris chế tạo vào khoảng năm 1650. Khẩu pháo Rousseau  được đặt trên một đồng hồ mặt trời bằng đá cẩm thạch và được làm bằng đồng thau. Quốc vương Morocco cũng sở hữu một khẩu pháo mặt trời được sản xuất bởi Baker & Sons của London.